# Soy tonto y además lo sé
Soy tonto y además lo sé es el título de la segunda novela del escritor sevillano José Antonio Francés, publicada en 1999 (Signatura Ediciones) y reeditada en 2003. El autor reivindica en este libro el auténtico humor inteligente andaluz como seña de identidad, más cercano a El Quijote que a los tópicos que realizan Los Morancos, pues en su opinión los andaluces están estereotipados.

## Argumento
El libro narra la historia de Natalio, un joven de provincias sencillo y bueno, que a pesar de sufrir desengaño tras desengaño se mantiene fiel a sus principios de hacer el bien allá por donde va. Su familia termina por descubrir que padece una enfermedad no descrita por la medicina, una especie de optimismo crónico. A pesar de los reveses de la vida, los engaños y los achaques de la fortuna, Natalio se mantiene siempre leal a sus amigos e insaquible al desaliento, con un ímpetu y una buena fe tan insobornable, que todo el mundo empieza a creer que es tonto.